# Carbonia
Carbonia (sardinsky: Carbònia, Crabònia) je italská obec (comune) v provincii Sud Sardegna v regionu Sardinie. Nachází se ve výšce 111 metrů nad mořem a má přibližně 26 tisíc obyvatel. Rozloha obce je 145,54 km².